# Provisoriske regering for den franske republik
Den Provisoriske regering for den franske republik (fransk: Gouvernement provisoire de la République française eller GPRF) var en provisorisk regering for det Frie Frankrig mellem 1944 og 1946 efter Befrielsen af Frankrig i kølvandet på Operation Overlord og Operation Dragoon. Den provisoriske regering bestod indtil udråbelsen af den Fjerde Franske Republik. Regeringens etablering markerede den officielle restaurering og genetablering af en provisorisk fransk republik efter den opløste Tredje Franske Republik.
48°54′N 2°18′Ø / 48.9°N 2.3°Ø